# Helenium ovallense
Helenium ovallense là một loài thực vật có hoa trong họ Cúc. Loài này được Bierner mô tả khoa học đầu tiên.